# تالا أبو جبارة
تالا أبو جبارة (من مواليد 22 يوليو 1992) مُجدفة قطرية. شاركت في دورة الألعاب الأولمبية الصيفية 2020.

## مسيرتها
تعلمت تالا أبو جبارة رياضة التجديف أثناء دراستها في كلية ويليامز، حيث رأى أحد المدربين إمكانياتها، وانضمت إلى الفريق. عند عودتها إلى قطر، لم يكن لديها أحد لتقترن به، لذلك انتقلت إلى قوارب التجديف الفردية.
في مارس 2018، فازت تالا بالميدالية الذهبية في منافسات البطولة العربية للتجديف داخل الصالات (الإرغوميتر) التي أُقيمت في الكويت، وجاء تتويجها إثر تحقيقها توقيتًا قدره 7.02.7 دقائق في مسافة 2000 متر لمسابقة السيدات للتجديف. وفي أغسطس، تأهلت إلى دور الترضية وحصلت على المركز السادس في قوارب التجديف الفردية للسيدات في باليمبانج. كما مثلت أبو جبارة قطر في أولمبياد طوكيو صيف 2020. تأهلت إلى أولمبياد طوكيو بعد أن تحقيقها زمن قدره 8:20 دقيقة في سباق 2000 متر في بطولة آسيا وأوقيانوسيا للتجديف، التي أُقيمت في الكويت.
وفي يوليو 2021، حصلت أبو جبارة على المركز الأول في أدوار الترضية في منافسات التجديف الفردي للسيدات في أولمبياد طوكيو.

## اهتمام خاص
في 6 يوليو 2021، أعلنت اللجنة الأولمبية القطرية عن تعيين تالا أبو جبارة كأول رياضية قطرية تمثل قطر في التجديف في الألعاب الأولمبية.
وفي 22 يوليو 2021، أعلنت اللجنة الأولمبية القطرية أن تالا أبو جبارة ومحمد الرميحي سيرفعان علم قطر في افتتاح أولمبياد طوكيو. كانت النسخة الأولى للأولمبياد التي يحمل فيها الرياضيان علم بلادهما.